# 2002 PO149
2002 PO149, também escrito como 2002 PO149, é um objeto transnetuniano que está localizado no Cinturão de Kuiper, uma região do Sistema Solar. Este objeto é classificado como um cubewano. Ele possui uma magnitude absoluta de 6,6 e tem um diâmetro estimado com cerca de 211 km.

## Descoberta
2002 PO149 foi descoberto no dia 11 de agosto de 2002 pelo astrônomo Marc W. Buie.

## Órbita
A órbita de 2002 PO149 tem uma excentricidade de 0,066 e possui um semieixo maior de 43,861 UA. O seu periélio leva o mesmo a uma distância de 40,988 UA em relação ao Sol e seu afélio a 46,734 UA.